# Cine a ucis Crăciunul?
Cine a ucis Crăciunul? este un film românesc din 2016 regizat de Dinu Tănase. Rolurile principale au fost interpretate de actorii Dana Dogaru, Alexandra Fasolă, Valer Dellakeza.

## Distribuție
Distribuția filmului este alcătuită din:
- Emanuel Lăzărescu — Cameramanul Emi
- Dana Dogaru — Stanca
- Alexandra Fasolă — Ana
- Alin State — Blondu
- Mircea Rusu — Comisarul Moldovan
- Lari Giorgescu — Procurorul
- Dorina Lazăr
- Dorel Vișan
- Constantin Cojocaru
- Tatiana Iekel
- Teodor Ghiță — Agentul Gica
- Ionel Mihăilescu — Legistul
- Valer Dellakeza — Preotul
- Paula Rotar — Reportera